# 366852 Ti
366852 Ti è un asteroide della fascia principale. Scoperto nel 2005, presenta un'orbita caratterizzata da un semiasse maggiore pari a 2,5545047 UA e da un'eccentricità di 0,2212558, inclinata di 9,72002° rispetto all'eclittica.